# Chaerophyllum khorassanicum
Chaerophyllum khorassanicum är en flockblommig växtart som beskrevs av Ekaterina Georgiewna Czerniakowska och Boris Konstantinovich Schischkin. Chaerophyllum khorassanicum ingår i släktet rotkörvlar, och familjen flockblommiga växter. Inga underarter finns listade i Catalogue of Life.